# Hans Beltz
Hans Beltz, eigentlich Johannes Clemens Karl Beltz, auch Johannes Beltz (* 23. Januar 1897 in Bützow; † 24. September 1977 in West-Berlin) war ein deutscher Pianist und Musikpädagoge.

## Leben und Wirken
Hans Beltz wurde als Sohn von Johannes (Friedrich Heinrich Theodor) Beltz (* 1857), einem Musiklehrer am Realgymnasium in Bützow sowie nebenberuflichen Kantor und Organisten der Stiftskirche Bützow, und dessen Frau Bertha (Marie Sophie Gustava), geborene Kröplin (* 1875), in der Pfaffenstraße 174 in Bützow geboren.
Michaelis 1903 folgte Beltz Einschulung im Realgymnasium zu Bützow. Zudem erhielt er Klavierunterricht bei Christine Griewank in Bützow. Etwa vom neunten Lebensjahr an fuhr Beltz jeden Sonntag zunächst nach Güstrow zu dem bekannten Musikpädagogen Johannes Schondorf (1833–1912), später nach Rostock zu Kapellmeister Becker, um Klavier- und Orgelunterricht zu nehmen. Sein nächster Förderer im Klavierspiel war Arthur Meißner, Kapellmeister am Schweriner Hoftheater. Beltz besuchte von 1912 bis 1916 das Königlichen Konservatorium in Leipzig bei Professor Robert Teichmüller und Stephan Krehl, wo er auch seine musikalische Reifeprüfung ablegte.
Der Erste Weltkrieg unterbrachseine musikalische Weiterbildung. An der Westfront kämpfte er im Stellungskrieg gegen die Alliierten. Von 1919 bis 1929 war er Klavierlehrer am Leipziger Konservatorium. Sehr schnell wurde er zu einem gesuchten Pädagogen der Weimarer Republik. Doch sein Hauptbetätigungsfeld wurde und blieb die solistische Laufbahn, die ihn bald in ganz Deutschland und im Ausland als Pianisten bekannt machte.
Im Jahr 1929 wurde er an die Staatliche Hochschule für Musikerziehung und Kirchenmusik nach Berlin berufen.
In der Zeit des Nationalsozialismus gehörte er seit 1933 der Nationalsozialistischen Betriebszellenorganisation an. Im Jahr 1934 wurde Beltz in der Akademie für Kirchen- und Schulmusik in Berlin-Charlottenburg zum Professor ernannt.
1939 wurde er kurzfristig zur Wehrmacht eingezogen, aber anschließend als unabkömmlich zurückgestellt. 1940 wurde er mit dem Musikpreis der Reichshauptstadt ausgezeichnet. Im August 1944 wurde er in die von Adolf Hitler genehmigte „Gottbegnadeten-Liste“ unter der Rubrik der wichtigsten Pianisten aufgenommen, was ihn von Kriegsverpflichtungen befreite.
Von 1952 bis zu seiner Emeritierung 1962 wirkte er als Professor an der Musikhochschule Berlin. Hans Beltz starb in Berlin-Charlottenburg.

## Werke
- Vier Duette [BWV 802 - 805]. Johann Sebastian Bach. Hrsg.: Kurt Soldan. DNB 1000219135.
- Concerto nach italienischem Gusto [BWV 971]. Johann Sebastian Bach. Hrsg.: Kurt Soldan. DNB 1000218015 (Ouverture nach französischer Art [BWV 831]).
- Konzert A-dur für Cembalo (Klavier) und Streichorchester [BWV 1055]. Johann Sebastian Bach. Hrsg.: Kurt Soldan. DNB 100009717X (Nach d. Autograph d. Preuss. Staatsbibliothek zu Berlin).
- Konzert E-dur für Cembalo (Klavier) und Streichorchester. Johann Sebastian Bach. Hrsg.: Kurt Soldan. DNB 1000109364 (Nach d. Autograph d. Preuss. Staatsbibliothek zu Berlin).
- Klavierübung. Johann Sebastian Bach. Hrsg.: Kurt Soldan. DNB 1000190005.